# Salma pyrastis
Pour les articles homonymes, voir Salma.
Espèce
Salma pyrastis est une espèce de lépidoptères (papillons) de la famille des Pyralidae vivant dans le quart sud-est de l'Australie.
Il a une envergure d'environ 3 cm.
La chenille vit sur les Eucalyptus.

## Galerie

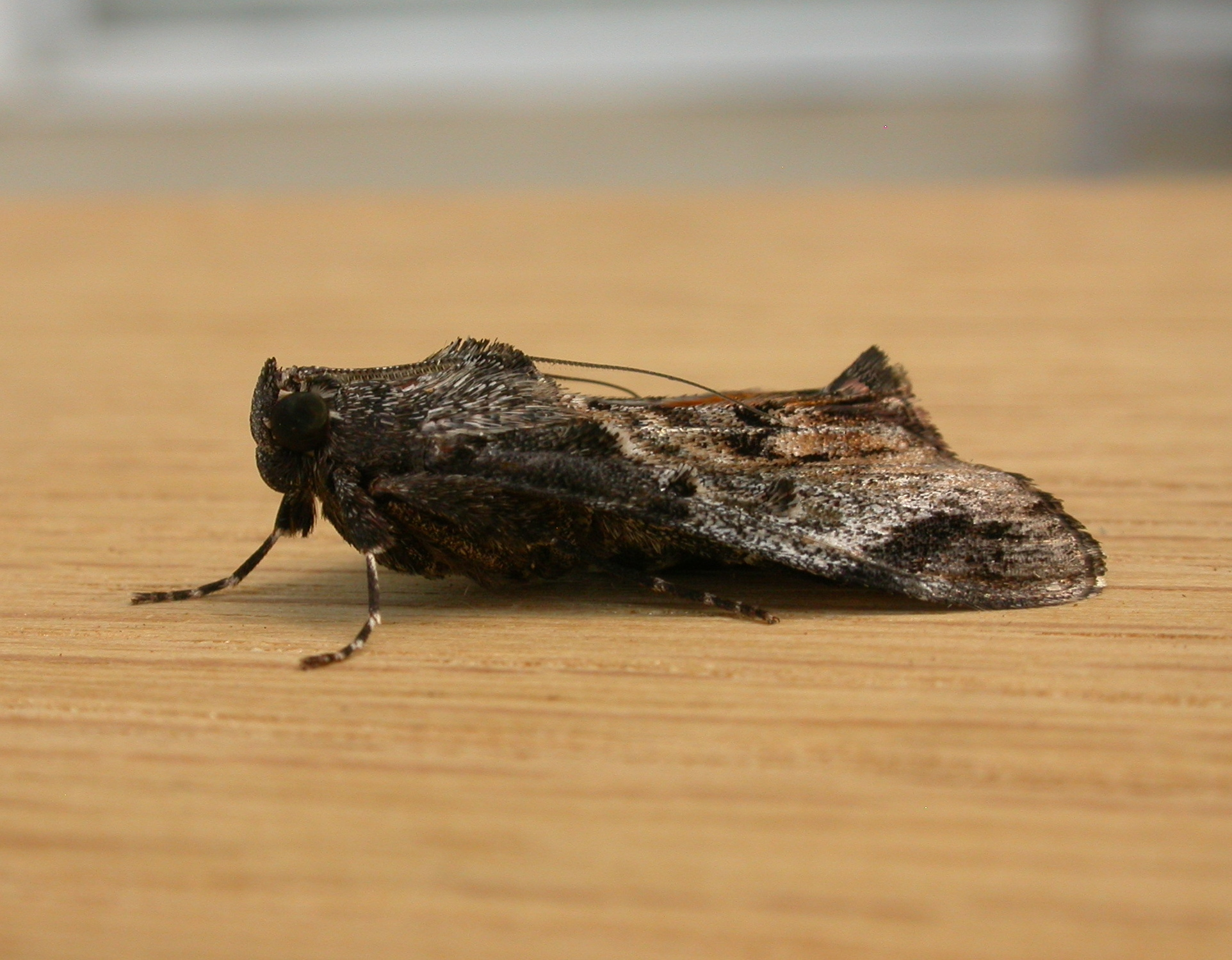